# Суслов, Михаил Алексеевич
Михаил Алексеевич Суслов (род. 20 мая 1966, Ленинград, СССР) — российский коллекционер, меценат, антиквар, куратор, галерист и собиратель русского искусства XVIII — первой половины XX века. Вице-президент Международной Конфедерации антикваров и арт-дилеров (МКААД), вице-президент Ассоциации антикваров Санкт-Петербурга.

## Биография
Михаил Алексеевич Суслов родился 20 мая 1966 года в Ленинграде.
C 1980 по 1981 год был воспитанником Оркестра Военно-медицинской академии имени С. М. Кирова. С 1981 по 1985 год учился в музыкальном училище, затем - с 1987 по 1992 год в Ленинградской Государственной Консерватории имени Н.А. Римского-Корсакова.
В течение десяти лет с 1988 по 1998 год работал в оперной студии при Ленингдарской консерватории, в Ленинградской академической капелле с Владиславом Чернушенко и в Русском оркестре им. Андреева, гастролировал по России и зарубежным странам, был лауреатом международных конкурсов.
В начале 1990-х годов знакомится с известным коллекционером и меценатом Юрием Шмавоновичем Абрамовым и начинает заниматься антикварной деятельностью.
С 1997 года основал в Санкт-Петербурге и Москве несколько антикварных галерей, на базе которых проводит выставочные проекты своей и других коллекций.
В 2018 году находился в центре скандала, связанного с покупкой фальшивого императорского фарфора - злоумышленник продал Михаилу Суслову и ряду других коллекционеров предметы на сумму в несколько миллионов рублей, которые выдавал за оригиналы.

## Коллекция
Художественное собрание Михаила Суслова включает в себя более 2500 произведений живописи, графики, скульптуры и декоративно-прикладного искусства. Среди них - произведения Ивана Айвазовского, Зинаиды Серебряковой, Ивана Шишкина, Павла Филонова, Константина Горбатова и других.
Особое место в коллекции декоративно-прикладного искусства занимает уникальное собрание русской мебели и стекла XVIII — начала ХХ в. Среди них — картоньер императрицы Марии Федоровны, мебель по проекту Карла Росси из Аничкова и Елагиноостровского дворцов, ваза-чаша с ручками в виде змей Императорского стеклянного завода, выполненная по рисунку Андрея Воронихина и многое другое.
В 2021 году Михаил Суслов приобрёл на аукционе в Париже наборный мемориальный комод, созданный в 1760-е годы по заказу уральского промышленника Никиты Демидова для подношения императрице Екатерине II. Парный ему комод находится в собрании Государственного Эрмитажа, однако, о существовании второго комода было неизвестно 
Произведения из коллекции Михаила Суслова нередко можно встретить в перечне экспонатов временных выставок ведущих российских музейных институций. Он является активным участником организации и проведения музейных проектов (Государственный Русский музей, Государственная Третьяковская галерея, ГМИИ им. А.С. Пушкина, Музей русского импрессионизма). В рамках просветительской деятельности на базе собрания регулярно проводятся выставки, лекции с участием профессиональных спикеров, практикующих искусствоведов и экспертов.

## Меценатская деятельность

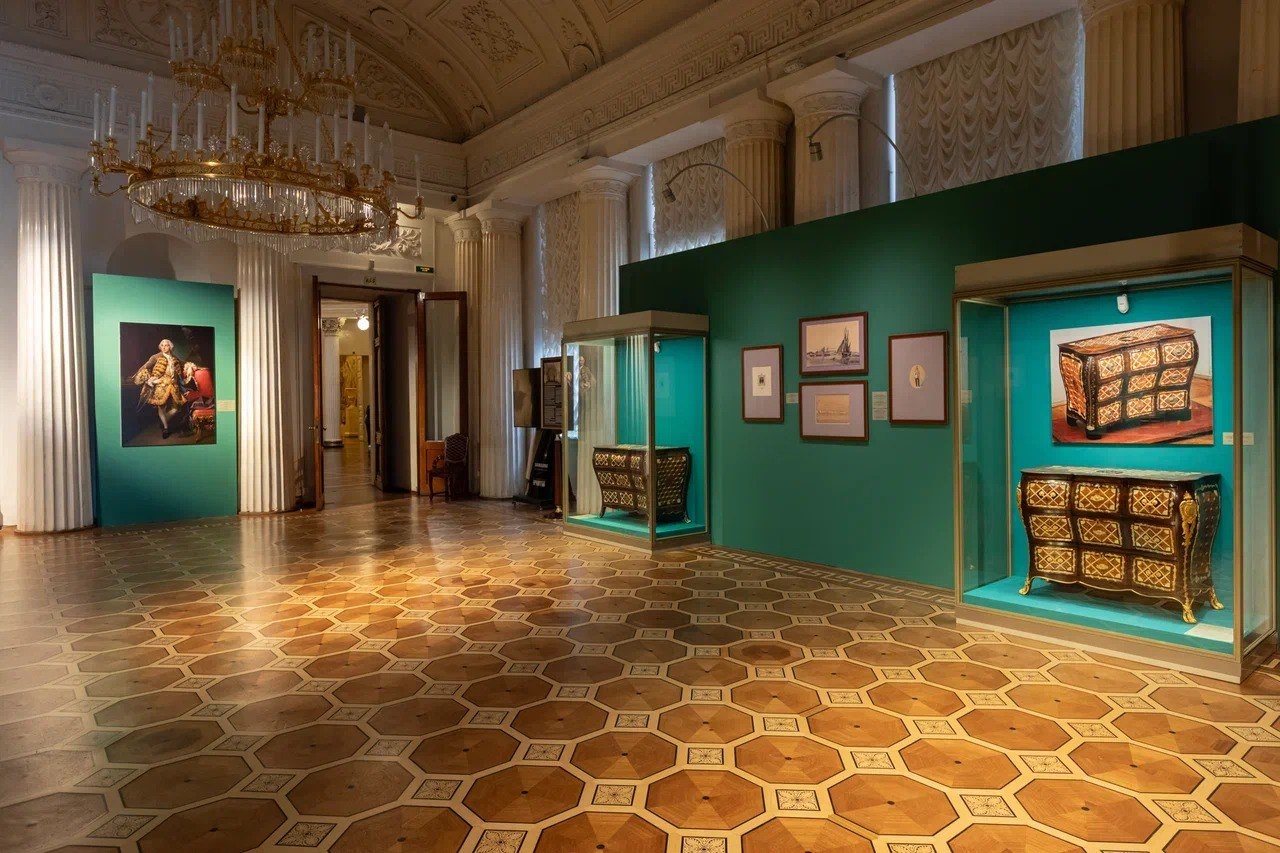
Фрагмент выставки "Мебельные раритеты семьи Демидовых" в Арапском зале Государственного Эрмитажа. Комод из коллекции Михаила Суслова и комод из собрания Государственного Эрмитажа

В Михаил Суслов выступает дарителем экспонатов из своей коллекции для крупнейших музеев. Среди них — Государственный Русский музей, Государственный Эрмитаж, ГМЗ "Царское село", ГМЗ "Петергоф", Всероссийский музей А.С. Пушкина.
В 2023 году Михаил Суслов пожертвовал средства на реставрацию наборного мемориального комода Демидовых из коллекции Государственного Эрмитажа, а также позволил снять с парного комода из своей коллекции все серебряные детали — от крупных рельефных композиций до мельчайших гвоздиков. Благодаря этому реставраторы Эрмитажа смогли восстановить исторический внешний вид музейного комода. Также Михаил Суслов вложил средства в издание книги «Мебельные раритеты семьи Демидовых» в издательстве Государственного Эрмитажа, которая была подготовлена к одноименной выставке в Арапском зале Зимнего дворца.
В 2024 году Михаил Суслов совместно с коллекционером, меценатом Михаилом Карисаловым создал некоммеречский проект «Золотой век русской мебели», призванный популяризировать уникальные предметы мебели из частных коллекций среди профессионального сообщества и широкой аудитории. Проект был презентован в рамках 50-го Антикварного салона и будет также продемонстрирован в различных городах России. На базе проекта был опубликован каталог «Золотой век русской мебели», составителем которого выступила хранитель русской мебели Государственного Эрмитажа Наталья Гусева. По результатам презентации проекта Михаилу Суслову был назван антикваром года за беспрецедентно высокий художественный уровень экспозиции «Золотой век русской мебели», которая включала в себя произведения выдающихся мастеров русской мебельной школы, составивших славу отечественного искусства XVIII-XIX веков.